# Loskiel
Der Loskiel, auch loser Kiel oder falscher Kiel genannt, ist eine traditionell vor allem im Holzschiffbau unter dem eigentlichen Kiel eines Schiffes angebrachte starke Holzplanke, die sich bei Grundberührungen loslösen kann, ohne dass Leckagen entstehen. Sein Hauptzweck ist es, den eigentlichen Kiel und damit den Schiffsrumpf vor Beschädigung zu schützen, aber er dient auch zur Verminderung der Abdrift des Schiffs.
Es handelt sich dabei prinzipiell um einen starken Balken, der mittels Spieker, Stumpfbolzen oder Hakbolzen nur verhältnismäßig leicht an der Unterseite des eigentlichen Kiels angebracht ist, damit er sich bei Grundberührung leicht und eventuell auch vollständig von letzterem lösen kann, ohne diesen bedeutend zu beschädigen. Der Loskiel bestand, je nach Länge des Schiffs, aus mehreren aneinander gereihten und durch Laschen miteinander verbundenen Balken oder Planken. Er sollte keine große Höhe haben, da dies den Tiefgang des Schiffes und damit auch das Risiko einer Grundberührung erhöht hätte.
Bei Segelschiffen war die Verminderung der Abdrift nicht selten der Grund dafür, einen zweiten Loskiel unter den ersten zu hängen, wobei die Vergrößerung des Tiefgangs in Kauf genommen wurde.
Auch bei der deutschen Kaiserlichen Marine wurde der hölzerne Loskiel noch unter den eigentlichen Kiel aus Stahl montiert, um das Schiff bei Grundberührungen vor ersten Stössen zu schützen.